# Aéroport international de Yamoussoukro
La piste d'atterrissage de l'aéroport international de Yamoussoukro, portée à 3 000 mètres en 1970 est la seule en Afrique avec celle de l'aéroport de Douala (Valéry Giscard d'Estaing s'y est posé en 1978) à pouvoir accueillir le Concorde qui s'y est posé deux fois, à l'occasion de la venue du président français, François Mitterrand, pour la ceremonie de la consécration de la Basilique le 10 septembre 1990, et à l'occasion des obsèques du président Félix Houphouët-Boigny, le 7 février 1994.
En 1995, l'aéroport a accueilli 600 passagers pour 36 vols. Il était toutefois légèrement bénéficiaire de 8 600 dollars. Le bâtiment principal est construit en 1974, alors que la première piste de 2 500 mètres avait été tracée en 1969. Notons qu'il n'est pas, en 2011, équipé de radars.